# Rubén Martínez Caballero
Rubén Martínez Caballero (Paterna, provincia de Valencia, Comunidad Valenciana, España, 4 de marzo de 1977) es un exfutbolista español que jugaba de guardameta. Actualmente es entrenador de porteros en el Southampton Football Club de la EFL Championship de Inglaterra.

## Trayectoria
Rubén, aunque nació en la localidad valenciana de Paterna se crio desde bien pequeño en Barcelona. Jugó en los benjamines, alevines, e infantiles del Alzamora Club de Fútbol. Posteriormente jugó sus dos años de cadete en el Club Esportiu Sant Gabriel. Hasta que en la temporada 1993/94, su primera como juvenil, fichó por el Fútbol Club Barcelona, donde estuvo sus tres temporadas de juvenil. En la temporada 1996/97 dio el salto al tercer filial, el Barcelona "C", y al Barcelona "B". Debutó en Segunda División el 9 de noviembre de 1996 en el partido Barcelona B-Écija Balompié (2-1). En la temporada siguiente siguió jugando en el Barcelona "B" y el 31 de agosto de 1997 fue suplente de Ruud Hesp en el Barcelona-Real Sociedad de la primera jornada de Primera División.
En la temporada 1998/99 se marchó cedido a la Cultural Leonesa donde consiguió el campeonato del Grupo II de Segunda "B", pero el equipo no ascendió en la promoción de ascenso. Tras una temporada más cedido en la Cultural, fichó por el Zamora que estaba entrenado por Álvarez Tomé, con quien ya coindició en la Cultural. En Zamora cuajó una buena temporada y el equipo quedó tercero en la liga y no pudo ascender a Segunda División en la promoción. Posteriormente se marchó al Novelda que militaba en Segunda "B" donde cuajó dos buenas temporadas, lo que le valió para que el Hércules lo fichara en verano de 2003. El jugador tuvo que pagar su cláusula al Novelda ya que el equipo verdiblanco no le permitió marchar libre y el Hércules no estaba dispuesto a pagar traspaso. Con el Hércules fue el portero titular en las dos temporadas que estuvo. En la temporada 2004/05 consiguió el ascenso a Segunda División, en dicha temporada Rubén jugó 33 partidos de liga, dejando pocas opciones al segundo portero Albert Marrama y ninguna al tercer guardameta Josete. Sin embargo, el Hércules tras clasificarse para la promoción de ascenso, fichó cedido a Ludovic Butelle que jugó el último partido de liga y los 4 partidos de promoción de ascenso. El futbolista fue uno de los más afectados tras la muerte del entrenador de porteros Humberto Núñez, y tras el partido que jugó el Hércules contra el Alcalá en promoción, en el que consiguió el ascenso a Segunda, Rubén abandonó el Estadio José Rico Pérez de rodillas, tal y como hizo años atrás Humberto en el Estadio El Sadar tras conseguir el ascenso el Hércules.
Tras el ascenso, el entrenador Juan Carlos Mandiá no contó con él y el jugador se quedó sin equipo hasta que en enero de 2006 fichó por el Badalona. En la temporada 2008/09 fue durante muchas jornadas el único portero sin encajar goles de todas las categorías a nivel nacional. En la actualidad Rubén posee el nivel 2 del título de entrenador, además del título de técnico especialista en porteros, y desempeña labores de entrenador en el Campus Internacional de Hristo Stoichkov.
Retirado en 2010 pasa a formar parte del organigrama técnico del fútbol formativo del F. C. Barcelona como entrenador de porteros en las categorías juvenil y cadete.
Su trayectoria como entrenador sigue en el Maccabi Tel Aviv (2012-13) como segundo entrenador de Oscar García Junyent, consiguiendo el campeonato de Liga tras diez años de sequía del club israelita. En la temporada (2013-14) es contratado por el Brighton and Hove Albión de la championship inglesa consiguiendo el play off de ascenso a Premier League, perdiendo las semifinales contra Derby County. La temporada siguiente (2014-15) vuelve a Tel Aviv para intentar llevar al Maccabi a la champions League siendo esto no posible al tener que salir del país por el conflicto bélico entre israelíes y palestinos. Esa misma temporada y después de abandonar Israel firma por el Watford Fc consiguiendo el ascenso a la Premier League, pese al éxito cosechado no seguirá en el club inglés. En diciembre de la temporada (2015-16) firma en el Red Bull Salzburg otra vez de la maña de Oscar García Junyent para conseguir doblete con el club Austriaco ganando Liga y Copa.

## Clubes
| Club                  | País   | Periodo   | Liga PJ (G) | Copa PJ (G) |
| --------------------- | ------ | --------- | ----------- | ----------- |
| F. C. Barcelona "C"   | España | 1996-1997 |             |             |
| F. C. Barcelona "B"   | España | 1996-1997 |             |             |
| F. C. Barcelona "B"   | España | 1997-1998 |             |             |
| Cultural y D. Leonesa | España | 1998-1999 |             |             |
| Cultural y D. Leonesa | España | 1999-2000 |             |             |
| Zamora C. F.          | España | 2000-2001 |             |             |
| Novelda C. F.         | España | 2001-2002 |             |             |
| Novelda C. F.         | España | 2002-2003 |             |             |
| Hércules C. F.        | España | 2003-2004 | 36          |             |
| Hércules C. F.        | España | 2004-2005 | 33          |             |
| C. F. Badalona        | España | 2005-2006 |             |             |
| C. F. Badalona        | España | 2006-2007 |             |             |
| C. F. Badalona        | España | 2007-2008 |             |             |
| C. F. Badalona        | España | 2008-2009 |             |             |